# Top One
Top One – polski zespół muzyczny wykonujący muzykę taneczną z gatunku disco polo, italo disco i eurodance, pochodzący z Warszawy.

## Historia
Zespół został założony w 1986 roku przez czterech muzyków: Pawła Kucharskiego, Sylwestra Raciborskiego, Mariusza Lubowieckiego i Macieja Jamroza, którzy na początku swojej twórczości wzorowali się na popularnej w latach 80. w Europie, włoskiej odmianie muzyki dyskotekowej określanej terminem italo disco.
Pierwszym przebojem zespołu była nagrana w 1989 roku z udziałem Rafała Paczkowskiego i Polskiego Radia piosenka pt. „Ciao Italia”, dzięki której zespół zyskał popularność w całej Polsce (stała się przebojem nr 1 w plebiscycie Lata z radiem Programu I Polskiego Radia), a jednym z współautorów słów utworu był znany tekściarz – Janusz Kondratowicz, który pod pseudonimem Jan Krynicz zadbał o warstwę tekstową na kilku albumach zespołu w całości, a na paru innych płytach można znaleźć po kilka piosenek z jego słowami. W 1990 roku ukazały się dwa albumy zespołu: „No Disco”, na którym – oprócz nowej wersji utworu „Ciao Italia” – znalazły się takie utwory jak m.in. „Lonely Star”, „Wejdziemy na top”, „Puerto Rico” oraz „Poland Disco” zawierający znane ludowe piosenki m.in. „Miła moja”, „Santa Maria”, „Biały miś” i „Złoty krążek”, które zostały nagrane w aranżacji dyskotekowej.
29 lutego 1992 roku zespół wystąpił na Gali Piosenki Popularnej i Chodnikowej w Sali Kongresowej w Warszawie, podczas której wykonał utwory: „Coraz wyżej”, „Granica” oraz „Santa Maria”. Kilka miesięcy później – mimo sprzeciwu części polskiego środowiska muzycznego – zespół wystąpił na Krajowym Festiwalu Piosenki Polskiej w Opolu, na którym otrzymał Złotą Płytę. W 1992 roku ukazał się album zespołu pt. „Coraz wyżej”, na którym znalazły się utwory „Coraz wyżej”, „DJ zagraj dla nas”, „Serial zła” i „Chinatown” oraz – nagrany w stylu eurodance – album pt. „Cios za cios”.
W 1993 roku zespół nagrał płytę pt. „Wstań i walcz”, z której pochodzą m.in. utwory „Wstań i walcz”, „Hey Holiday”, „Śpiewam i gram”. W tym samym roku ukazała się też płyta pt. „Rock’n Dance”, na której znalazły się polskie utwory rockowe w dyskotekowych aranżacjach. W latach 1994–2002 piosenki zespołu były emitowane na antenie telewizji Polsat w programie muzycznym Disco Relax.
W 1995 roku zespół został zaangażowany w kampanię prezydencką Aleksandra Kwaśniewskiego, podczas której wykonywał wówczas piosenkę pt. „Ole Olek!”, za co później przeprosił w utworze pt. „Intro (listen from back)” z albumu pt. Ye, O!: „Przepraszamy cię, Polsko, za to cośmy tobie uczynili. Nieświadomi, zmieniliśmy losy twoje. Nas samych nędznie okłamali, za co nawet srebrników garści nie dali”.
W kolejnych latach Top One nagrywał następne płyty, które nie były już tak popularne wśród fanów muzyki dyskotekowej i disco polo. Po zdjęciu w 2002 roku z anteny telewizji Polsat programu Disco Relax zespół, poza nielicznymi koncertami, przez pewien czas nie prowadził działalności scenicznej i był nieobecny w mediach. Powrócił dopiero w 2005 roku z nowymi piosenkami. Nakładem wydawnictwa Magic Records w marcu 2006 roku ukazał się album pt. „Hello!”. W listopadzie 2007 roku Top One wystąpił w serialu Na Wspólnej w telewizji TVN (odcinki 879 i 880), w którym zagrał zespół grający na weselu Żanety i Grzegorza Ziębów. W latach 2003–2011 w zespole występował klawiszowiec Emil Jeleń, który w latach 1995–1997 i ponownie od 2011 roku jest liderem zespołu Beat Magic. Swoją karierę w zespole zaczynali wykonawcy: Daniel Skarżyński (znany z utworu pt. „Szalony doping”) i wokalistka Katarzyna Lesing (znana z utworu pt. „Wielki błękit”).
W 2025 roku z zespołu odszedł wieloletni członek zespołu - Dariusz Zwierzchowski.

## Dyskografia
- No Disco no.1 (1990) – Złota płyta
- Poland Disco no.2 (1990) – Platynowa płyta
- Kiedyś... (1991)
- Remix'91 (1991)
- Coraz wyżej (1992) – Złota płyta
- Cios za cios (1992)
- Wstań i walcz (1993)
- Rock’n Dance (1993)
- Dzieci Europy (1994)
- Freedom (1995)
- Ye, O! (1998)
- The Best of Top One 1989–1999 (1999)
- Disco Mix 2000 (2000)
- Białe Misie i...!!! (2000)
- Kolędy (2000)
- Lśnienie gwiazd (2001)
- The Best Original Vol. 1 (2002)
- Hello! (2006)
- Top One – Wielka Kolekcja Disco Polo Vol. 4 (2009)
- Top-One – Promo CD (2011)
- Diamentowa kolekcja disco polo: Top One (2014)
- Top-One – Promo CD (2016)[17][18]

## Skład zespołu

### Aktualny skład (od 2025 roku)
- Paweł Kucharski – śpiew (od 1989 roku, w latach 1986–1989 w zespole jako gitarzysta)
- Robert Gołaszewski – instrumenty klawiszowe, gitary (od 2011 roku)

### Byli członkowie zespołu
- Sylwester Raciborski – śpiew (1986–1989), od 1995 roku współpracuje z zespołem jako jeden z autorów tekstów (m.in. do utworu Ole Olek!)
- Robert Kostrzębski – instrumenty klawiszowe (1986–1989)
- Mariusz Lubowiecki – instrumenty klawiszowe (1986–1992)
- Dariusz Królak – instrumenty klawiszowe (1989–1999)
- Maciej Jamroz – perkusja (1986–1995 – także jako menadżer i producent, w latach 1992–1993 także jako raper)
- Emil Jeleń – instrumenty klawiszowe (2003–2011), wcześniej, od 1994 r. często współpracował z zespołem jako chórzysta, kompozytor, aranżer i instrumentalista[15]
- Dariusz Zwierzchowski – instrumenty klawiszowe (1992–2025)[19]